# Lewkonia
Lewkonia (Matthiola R. Br.) – rodzaj należący do rodziny kapustowatych. Obejmuje 55 gatunków. Pochodzą one głównie z Europy, Afryki Północnej oraz środkowej i południowo-zachodniej Azji. Dwa gatunki uprawia się powszechnie jako rośliny ozdobne. Nazwa naukowa upamiętnia Pietro Andreę Matthioliego (1500–1577) – włoskiego artystę i botanika.

## Rozmieszczenie geograficzne
Zasięg rodzaju obejmuje Europę, północną i wschodnią Afrykę oraz środkową i południowo-zachodnią Azję. W Europie rośnie 10 gatunków, pozostałe w większości w Azji. Jako rośliny introdukowane obecne są w Australii i Ameryce Północnej. W Polsce trzy gatunki spotykane są w uprawie lub przejściowo dziczejące.
Gatunki flory Polski
- lewkonia długopłatkowa, maciejka Matthiola longipetala (Vent.) DC. – gatunek uprawiany
- lewkonia letnia, l. szara Matthiola incana (L.) R. Br. – gatunek uprawiany
- lewkonia pstra Matthiola varia DC. – efemerofit (według Plants of the World Online List jest to synonim podgatunku Matthiola fruticulosa subsp. valesiaca (J.Gay ex Gaudin) P.W.Ball.)[5]

## Morfologia
PokrójRośliny zielne, rzadko drewniejące u nasady, osiągające do 90 cm wysokości. Nagie lub okryte włoskami pojedynczymi, rozwidlonymi, drzewkowatymi lub gwiazdkowatymi. Pędy proste i nierozgałęzione do rozgałęzionych, często krzaczasto u nasady, wzniesione, podnoszące się lub płożące.
LiścieŁodygowe i odziomkowe, ogonkowe lub siedzące. Blaszka całobrzega lub ząbkowana, czasem pierzasto wcinana.
KwiatyZebrane w groniasty, wydłużający się podczas owocowania kwiatostan. Działki kielicha cztery, podługowate do równowąskich, wewnętrzna para woreczkowato rozszerzona. Płatki korony także cztery, żółtozielone, białe, różowe lub w odcieniach czerwieni, brązowe. Płatki w górnej części zaokrąglone lub wydłużone, w dolnej wyciągnięte w paznokieć, znacznie dłuższe od działek kielicha. Pręcików 6, z czego cztery dłuższe (czterosilne). Pylniki podługowate do równowąskich, na szczycie tępe. U nasady pręcików miodniki. Słupek krótki (do 3 mm), ze znamieniem stożkowatym.
OwoceSilnie wydłużone, wielonasienne łuszczyny zaokrąglone na przekroju, czasem z przewężeniami.

## Biologia
Rośliny jednoroczne, dwuletnie, byliny, rzadko półkrzewy.

## Systematyka
Synonimy

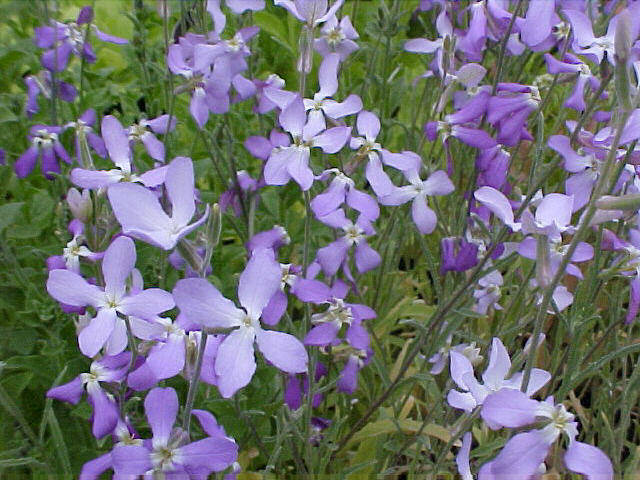
Lewkonia długopłatkowa, maciejka

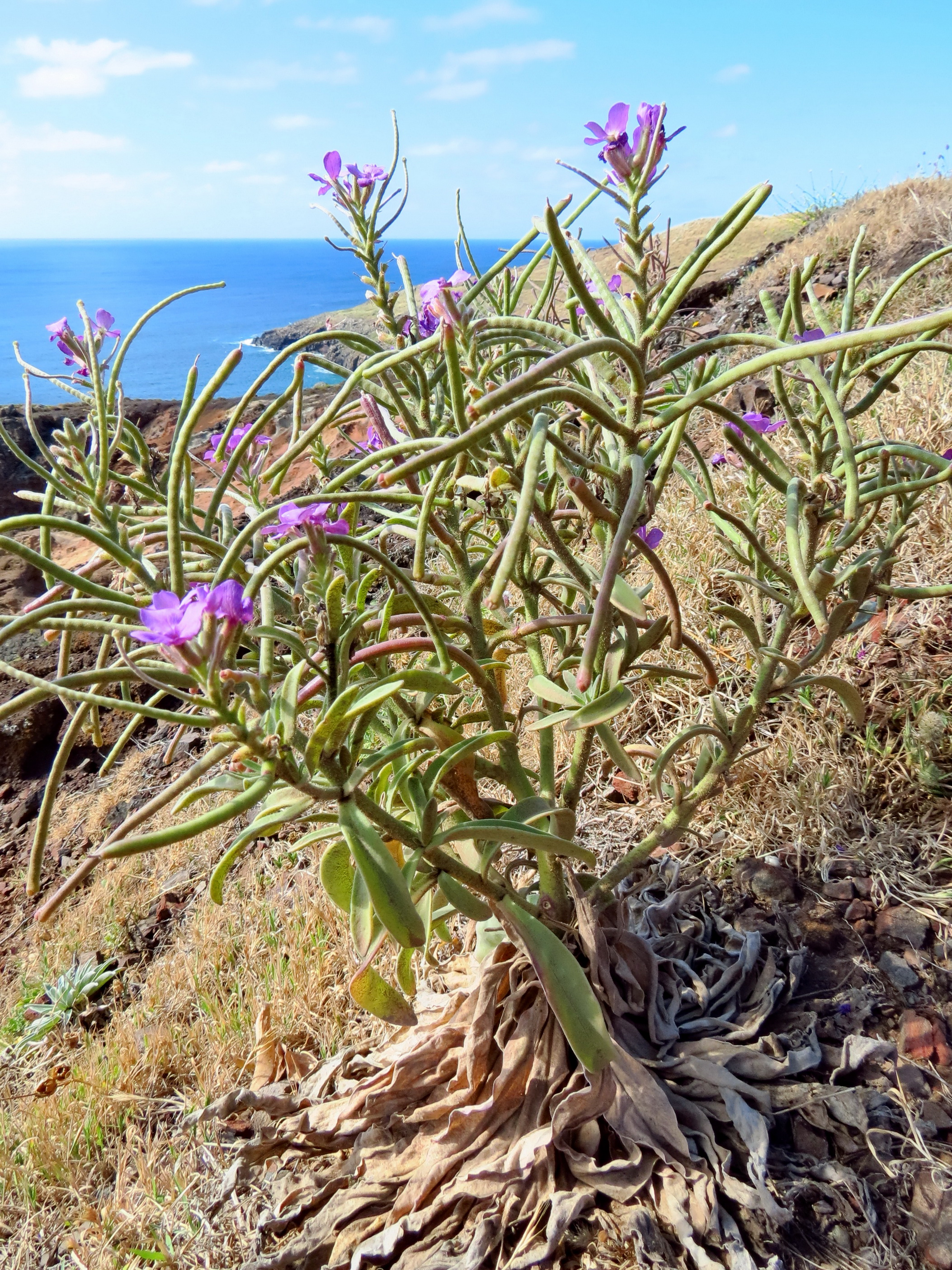
Matthiola maderensis

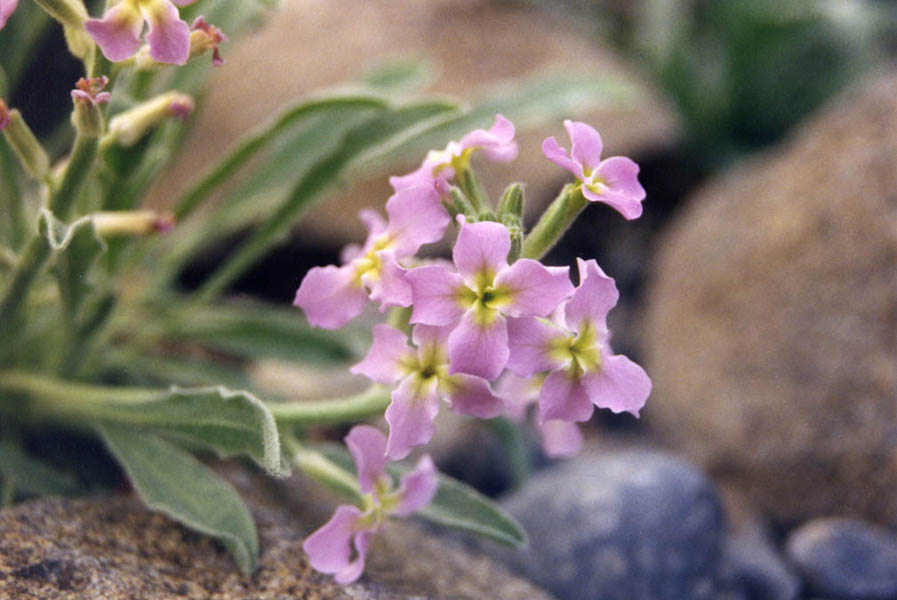
Matthiola fruticulosa

Lonchophora Durieu, Mathiola W. T. Aiton, Mathiolaria Chevall., Pirazzia Chiov.
Pozycja systematyczna według APweb (aktualizowany system APG IV z 2016)
Należy do rodziny kapustowatych (Brassicaceae), rzędu kapustowców (Brassicales), kladu różowych (rosids) w obrębie okrytonasiennych (Magnoliophyta).
Pozycja rodzaju w systemie Reveala (1993–1999)
Gromada okrytonasienne (Magnoliophyta Cronquist), podgromada Magnoliophytina Frohne & U. Jensen ex Reveal, klasa Rosopsida Batsch, podklasa ukęślowe (Dilleniidae Takht. ex Reveal & Tahkt.), nadrząd Capparanae Reveal, rząd kaparowce (Capparales Hutch.), podrząd Capparineae Engl., rodzina kapustowate (Brassicaceae Burnett), rodzaj lewkonia (Matthiola W. T. Aiton).
Wykaz gatunków
- Matthiola afghanica Rech.f. & Köie
- Matthiola anchoniifolia Hub.-Mor.
- Matthiola arabica Boiss.
- Matthiola aspera Boiss.
- Matthiola boissieri Grossh.
- Matthiola bolleana Webb ex Christ
- Matthiola bucharica Czerniak.
- Matthiola caspica (N.Busch) Grossh.
- Matthiola chenopodiifolia Fisch. & C.A.Mey.
- Matthiola chorassanica Bunge ex Boiss.
- Matthiola codringtonii Rech.f.
- Matthiola crassifolia Boiss. & Gaill.
- Matthiola czerniakowskae Botsch. & Vved.
- Matthiola daghestanica (Conti) N.Busch
- Matthiola damascena Boiss.
- Matthiola dumulosa Boiss. & Buhse
- Matthiola erlangeriana Engl.
- Matthiola farinosa Bunge ex Boiss.
- Matthiola flavida Boiss.
- Matthiola fragrans (Fisch.) Bunge
- Matthiola fruticulosa (L.) Maire
- Matthiola ghorana Rech.f.
- Matthiola glutinosa Jafri
- Matthiola graminea Rech.f.
- Matthiola incana (L.) W.T.Aiton – lewkonia letnia, l. szara
- Matthiola integrifolia Kom.
- Matthiola kralikii Pomel
- Matthiola longipetala (Vent.) DC. – lewkonia długopłatkowa, maciejka
- Matthiola lunata DC.
- Matthiola macranica Rech.f.
- Matthiola maderensis Lowe
- Matthiola maroccana Coss.
- Matthiola montana Boiss.
- Matthiola obovata Bunge
- Matthiola odoratissima (M.Bieb.) W.T.Aiton – lewkonia wonna
- Matthiola parviflora (Schousb.) W.T.Aiton
- Matthiola perennis Conti
- Matthiola perpusilla Rech.f.
- Matthiola puntensis Hedge & A.G.Mill.
- Matthiola revoluta Bunge ex Boiss.
- Matthiola robusta Bunge
- Matthiola scapifera Humbert
- Matthiola shehbazii Ranjbar & Karami
- Matthiola shiraziana Zeraatkar, Khosravi, F.Ghahrem., Al-Shehbaz & Assadi
- Matthiola sinuata (L.) W.T.Aiton
- Matthiola spathulata Conti
- Matthiola stoddartii Bunge
- Matthiola superba Conti
- Matthiola tatarica (Pall.) DC.
- Matthiola taurica (Conti) Grossh.
- Matthiola tianschanica Sarkisova
- Matthiola tomentosa Bél.
- Matthiola torulosa (Thunb.) DC.
- Matthiola tricuspidata (L.) W.T.Aiton
- Matthiola trojana Dirmenci, Satıl & Tümen